# MV Sirius Star
MV Sirius Star – tankowiec pływający pod banderą liberyjską należący do Vela International Marine z Dubaju.
Wybudowany został w Republice Korei w stoczni należącej do Daewoo Shipbuilding & Marine Engineering Co., Ltd. Budowę rozpoczęto 29 października 2007, a ukończono w marcu 2008.

## Uprowadzeniew 2008
17 listopada 2008 roku United States Navy przekazała informację o tym, że Sirius Star został uprowadzony przez somalijskich piratów. Por. Nathan Christensen, rzecznik prasowy stacjonującej w Bahrajnie Piątej Floty ujawnił, że w sobotę 15 listopada około 450 mil morskich od wybrzeży Kenii piraci somalijscy porwali bardzo duży statek przewożący ropę naftową. To najbardziej oddalone od wybrzeża miejsce w którym somalijscy piraci kiedykolwiek zaatakowali.
Sirius Star przewoził ładunek 2 milionów baryłek ropy naftowej o wartości około 100 milionów USD, co stanowi mniej więcej jedną czwartą dziennego wydobycia Arabii Saudyjskiej. Ładunek przeznaczony był dla odbiorcy w Stanach Zjednoczonych.
9 stycznia 2009 tankowiec został uwolniony przez piratów po zapłaceniu okupu w wysokości 3 mln USD. Początkowo porywacze domagali się 25 mln dolarów.
Na statku znajdowało się dwóch Polaków, w tym kapitan - Marek Niski.